# پیتر باتساکو
پیتر باتساکو (انگلیسی: Péter Baczakó؛ ۲۷ سپتامبر ۱۹۵۱ – ۱ آوریل ۲۰۰۸) وزنه‌بردار اهل مجارستان بود.